# Bimota YB3
La YB3 est un modèle de motocyclette du constructeur italien Bimota produit au tournant des années 1980.

## Description
Alors que les YB1 et YB2 pouvaient utiliser un moteur Yamaha de TZ 250 ou 350, la YB3 n'est montée par l'usine qu'avec un moteur de 350. Il développe 60 ch à 9 500 tr/min et il est alimenté par deux carburateurs Mikuni de 34 mm de diamètre. Néanmoins, certains pilotes privés ont choisi d'adapter un moteur de TZ 250.

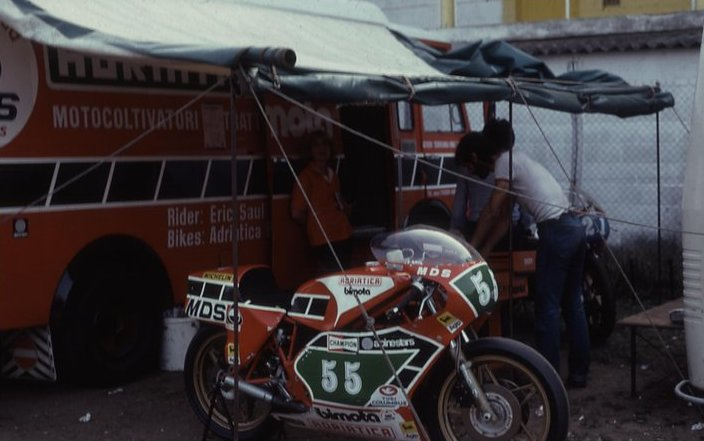
L'YB3 d'Éric Saul en 1979

Le cadre est un double berceau au chrome-molybdène. Les premiers modèles étaient remplis d'air sous pression (à 4,5 atmosphère) et comportaient un manomètre, permettant de vérifier la présence de fissure. L'année suivante, ayant constaté que le cadre était assez solide, cet élément est supprimé. Ce cadre pèse 6,6 kg.
Le freinage est confié à Brembo, avec trois disques, pincés par des étriers simple piston.
L'usine a produit 15 YB3, vendus complets 7 250 000 lires soit environ 3 744 €. S'il le souhaitait, l'acheteur pouvait acheter seulement le cadre à 2 250 000 lires. Il existait également un kit complet à monter qui, pour 2 800 000 lires comprenait le cadre, le bras oscillant, les jantes en aluminium, le réservoir et le carénage.
En 1980, Jon Ekerold s'adjuge cinq victoires et les titres pilote et constructeur en 350 cm³ sur une YB3.